# Ulica Stefana Starzyńskiego w Warszawie
Ulica Stefana Starzyńskiego – ulica w warszawskiej dzielnicy Praga-Północ, biegnąca od mostu Gdańskiego do ronda Żaba.

## Historia

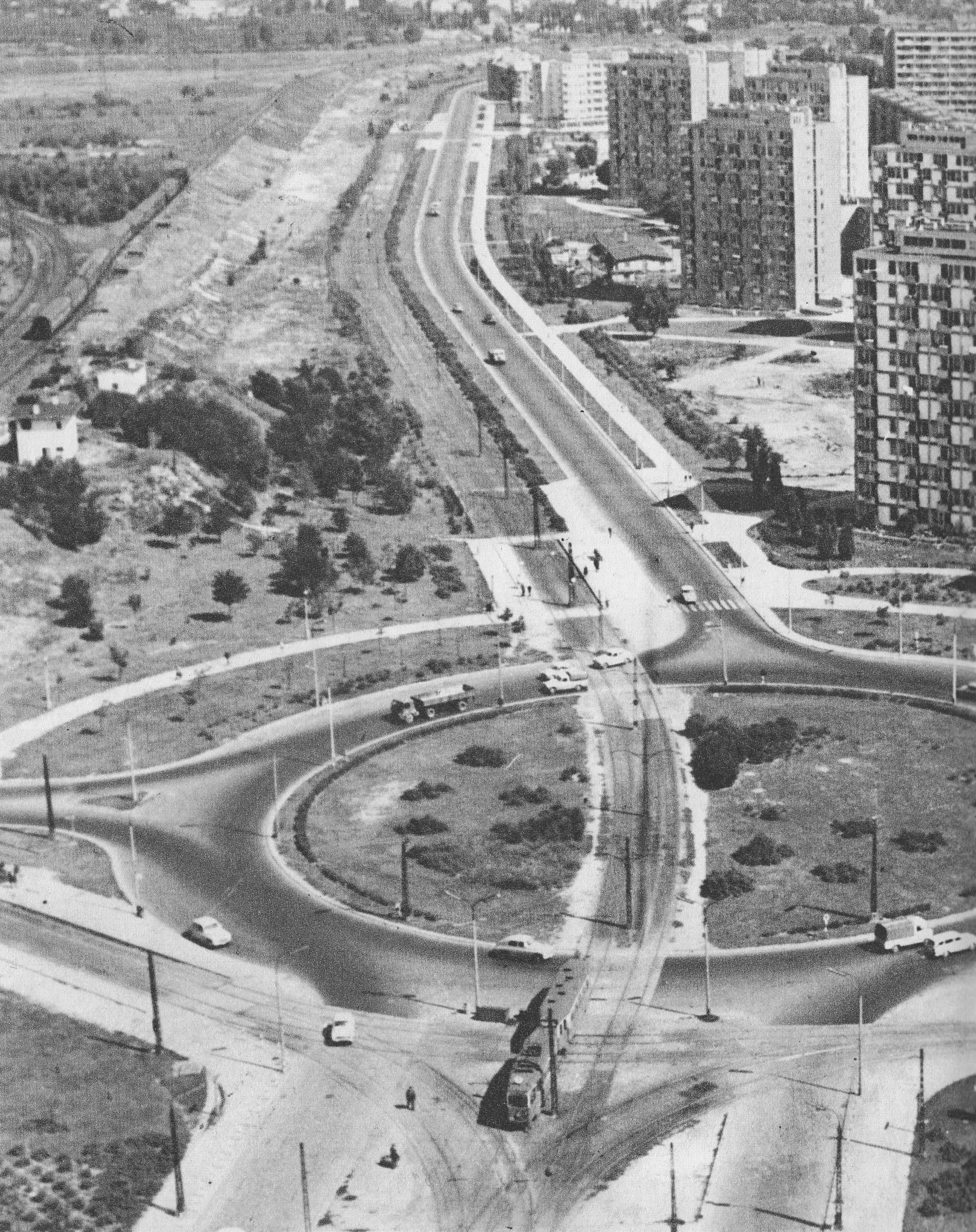
Ulica w latach 60.

Ulicę zaprojektowano jako część Trasy Mostowej im. Starzyńskiego, stanowi ona fragment niedokończonej obwodnicy śródmiejskiej – obejmującej centrum miasta po obu brzegach Wisły. Została przeprowadzona w związku z budową mostu Gdańskiego, zapewniając dojazd do mostu od strony Pragi. Nazwę upamiętniającą prezydenta Warszawy Stefana Starzyńskiego nadano całej trasie, wraz z mostem, uchwałą Rady Narodowej m.st. Warszawy z dnia 27 września 1957. Ulica została oddana do użytku 21 lipca 1959.
Do 2019 roku ulica była częścią drogi wojewódzkiej nr 634, łączącej Warszawę z Wołominem i Tłuszczem.
Na całej długości jest to ulica dwujezdniowa o kilku pasach ruchu w każdą stronę. Wzdłuż ulicy od ronda Stefana Starzyńskiego do ulicy Namysłowskiej biegnie ścieżka rowerowa. W latach 2006–2007 w ciągu ulicy nad rondem wybudowano estakady.
W 2012 przy ulicy ustawiono pierwsze w Warszawie tablice zalecające kierowcom „jazdę na suwak”.

## Ważniejsze obiekty
- Stacja PKP Warszawa Zoo
- Cmentarz choleryczny